# Кросби, Элизабет
Элизабет К. Кросби (Elizabeth C. Crosby, 25 октября 1888 г. — 28 июля 1983 г.) — американский нейроанатом. Кросби получила Национальную медаль науки от президента Джимми Картера в 1979 году «за выдающийся вклад в сравнительную и человеческую нейроанатомию, а также за синтез и передачу знаний о всей нервной системе типа позвоночных». Ее исследование мозга позвоночных, особенно рептилий, помогло понять эволюционную историю, а ее работа в качестве ассистента по клинической диагностике нейрохирургов привела к «корреляции анатомии и хирургии».

## Биография
Элизабет К. Кросби родилась в 1888 году в Питерсберге, штат Мичиган, родители: Льюис Фредерик и Фрэнсис Крепса Кросби. Она окончила колледж Адриана со степенью бакалавра математических наук в 1910 году. Под влиянием профессора физики и химии Элмера Джонса она поступила в Чикагский университет под руководством К. Джадсона Херрика и получила степень магистра биологии в 1912 году, а затем докторскую степень. .D. по анатомии в 1915 году. В 1920 году Кросби стала преподавателем кафедры анатомии Мичиганского университета под руководством Дж. Карла Хубера. В 1923 году Кросби взяла отпуск, чтобы поработать с известным ученым К. У. Ариэнсом Капперсом в Центральном институте исследований мозга в Амстердаме. Находясь там, она внесла значительный вклад в «Сравнительную анатомию нервной системы позвоночных» (1936). Хотя у Кросби не было медицинского образования, она стала первой женщиной, получившей полное звание профессора в Медицинской школе Мичиганского университета в 1936 году, и первой, получившей университетскую премию факультета за достижения в 1956 году.
В 1939 году она начала работать с профессором Робертом Дугласом Локхартом в Университете Абердина в Шотландии. Из-за введения ограничений на трансатлантические поездки во время Второй мировой войны она осталась там до 1941 года. Элизабет стала почетным профессором анатомии и консультантом по нейрохирургии в Алабамском университете в Бирмингеме в 1963 году, в Мичиганском университете снова стала почетным профессором анатомии. Она была удостоена Зала славы женщин Алабамы в 1987 году. Превосходство Кросби в преподавании было официально признано в 1957 году, когда Общество Галенса Медицинской школы Мичиганского университета учредило ежегодную премию Элизабет К. Кросби за лучшее доклиническое обучение в школе.

### Награды и звания
1926 г., премия Солиса от Мичиганского университета
1946 г. — лекция Генри Рассела в Мичиганском университете
1950 год, награда Американской ассоциации женщин с университетским образованием
1957 г. — награда Элизабет К. Кросби за лучшее доклиническое обучение, учрежденная Обществом Галенса Медицинской школы Мичиганского университета
1970 г., почетный доктор наук Мичиганского университета
1972 г., премия Генри Грея Американской ассоциации анатомов
1980 г. — заслуженный преподаватель факультета Алабамского университета в Бирмингеме
1980, Национальная медаль науки, врученная президентом Джимми Картером